# (2567) Elba
(2567) Elba ist ein Asteroid des Hauptgürtels, der am 19. Mai 1979 von den chilenischen Astronomen Guido und Oscar Pizarro am La-Silla-Observatorium in Chile entdeckt wurde.
Benannt wurde der Asteroid nach der Mutter der beiden Entdecker, Elba Aguilera de Pizarro (1926–1965).